# 皮萨拉
皮萨拉，是西班牙安达卢西亚自治区马拉加省的一个市镇。 总面积64平方公里，总人口6874人（2001年），人口密度107人/平方公里。